# John Ruggie

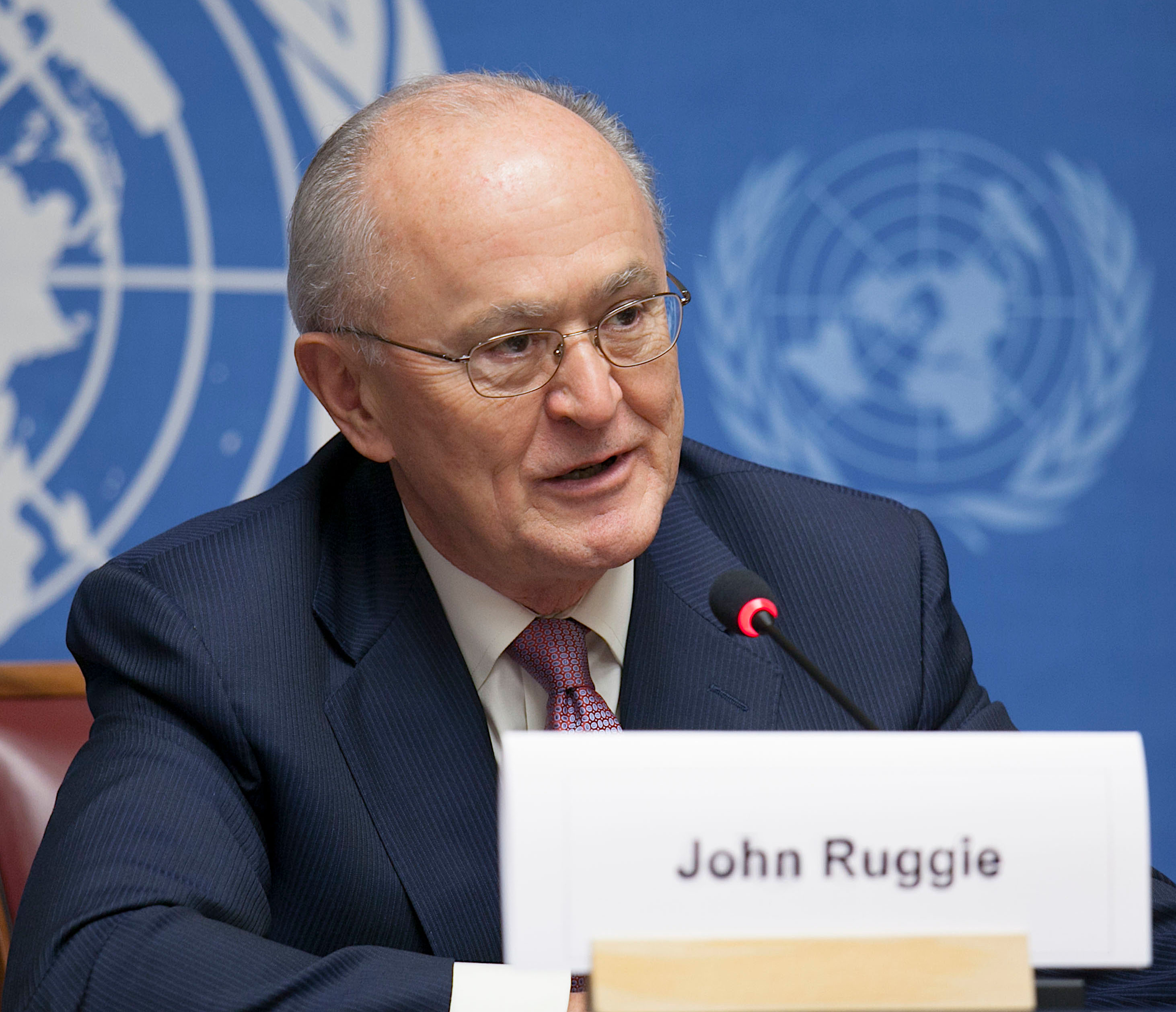
John Ruggie in 2012

John Gerard Ruggie (Graz, 18 oktober 1944 – 16 september 2021) was professor aan Harvard. Zijn functies waren de Evron en Jeane Kirkpatrick Professor in Internationale Betrekkingen en de Frank en Denie Weil Directeur van het Sharmin en Bijan Mossavar-Rahmani Centrum voor Bedrijfskunde en Bestuur, aan de Kennedy School of Government van Harvard. 

## Levensloop
Ruggie werd geboren in Graz, Oostenrijk, als zoon van Josef en Margaret Ruggie en verhuisde in 1967 naar de Verenigde Staten. Hij trouwde in 1965 met Mary Zacharuk, samen hebben ze een zoon. Hij heeft een Bachelor of Arts in politiek en geschiedenis van McMaster University in Canada, een PhD in politicologie van de Universiteit van Californië, Berkeley en een eredoctoraat van McMaster.
Van 1997 tot 2001 was Ruggie Assistent Secretaris-Generaal en hoofdadviseur voor strategische planning aan Verenigde Naties Secretaris-Generaal Kofi Annan. Sinds 2005 maakt hij onderdeel uit van de Verenigde Naties Speciale Vertegenwoordiger van de Secretaris-Generaal op het gebied van mensenrechten en multinationals. 
Ruggie is hoofd geweest van Columbia University's School of International and Public Affairs, waar hij vele jaren les gaf. Hij heeft ook lesgegeven aan Universiteit van Californië in Berkeley en San Diego en was hoofd van het Institute on Global Conflict and Cooperation. 
Ruggie wordt gezien als een van de meest invloedrijke politicologen van deze tijd, vooral binnen het veld van internationale betrekkingen. Hij kwam bijvoorbeeld met de term embedded liberalism om het naoorlogse internationale economische systeem tussen de westerse landen uit te leggen.
Ruggie overleed op 76-jarige leeftijd.

## Prijzen
- Lid van de American Academy of Arts and Sciences
- International Studies Association's Distinguished Scholar Award
- American Political Science Association's Hubert Humphrey Award

## Boeken
- Constructing the World Polity: Essays on International Institutionalization. Routledge (1998)
- Multilateralism Matters. Columbia University Press (1993)
- Just Business: Multinational Corporations and Human Rights, Norton Global Ethics Series (2013)